# Simonia

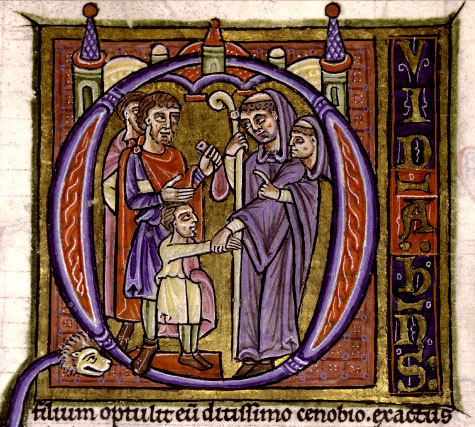
Abate ritratto mentre compie simonia; Francia, XII secolo

La simonia è la compravendita di cariche ecclesiastiche durante il Medioevo.

## Definizione e influsso storico
Il termine simonia indica la volontà di comprare o vendere un bene di ordine spirituale, o una cosa di questo mondo connessa con la sfera spirituale; viene utilizzato in generale per indicare l'acquisizione di beni spirituali in cambio di denaro.
Deriva dal nome di Simone Mago, taumaturgo samaritano convertito al cristianesimo, il quale, volendo aumentare i suoi poteri, offrì a san Pietro apostolo del denaro, chiedendo di ricevere in cambio le facoltà taumaturgiche concesse dallo Spirito Santo (si veda in proposito Atti degli Apostoli 8,18-24). Il rimprovero che Pietro mosse a Simone - "Possa andare in rovina, tu e il tuo denaro, perché hai pensato di comprare con i soldi il dono di Dio!" - è un monito per i cristiani odierni. La storia della cristianità abbonda di casi di simonia.
Dopo l'editto di Costantino del 313 d.C. la Chiesa cristiana poté disporre di beni terreni in sempre maggior misura, per cui si registrarono casi di ecclesiastici che si adoperarono per ottenere cariche e potere mediante denaro. La simonia, quindi, fu condannata già con il secondo canone della quinta sessione del concilio di Calcedonia nel 451.
Davanti al dilagare della trasmissione per via ereditaria dei feudi, legittimata da un'interpretazione larga del Capitolare di Quierzy, 877, re e imperatori trovarono comodo assegnare grandi poteri temporali ai vescovi (che non potevano avere prole legittima) e per contro si riservarono il potere di nomina, spesso sulla base di criteri strettamente mondani, ignorando completamente le attitudini morali e religiose del loro prescelto. Ciò facilitò la diffusione della simonia: veniva eletto il cortigiano capace di ricompensare maggiormente il sovrano, rifacendosi in seguito tramite i benefici associati all'esercizio della carica ecclesiastica. La nomina di ecclesiastici da parte di laici entrò nella prassi degli imperatori tedeschi con la politica ecclesiastica di Ottone il grande di Sassonia ed è alla base della lotta per le investiture.
Il conflitto raggiunse il suo apice nello scontro tra Enrico IV e il papa Gregorio VII, conflitto che è passato alla storia come lotta per le investiture. Il 22 febbraio 1076 il papa scomunicò Enrico, dichiarandolo decaduto. Precedentemente era stato Enrico a dichiarare decaduto il papa, perché la sua nomina sarebbe stata irregolare, dato che egli, re dei Romani, aveva il diritto di intervenire nell'elezione del papa. Per giungere alla revoca della scomunica Enrico si recò in penitenza a Canossa per incontrare Gregorio VII. Per tre giorni, dal 25 al 27 gennaio 1077, rimase in attesa di fronte all'ingresso del castello e il 28 gennaio il papa decise di revocare la scomunica, soprattutto grazie alla mediazione di due donne: Matilde di Canossa, Marchesa di Toscana e signora del castello, e Adelaide di Torino, cugina della stessa Matilde e madre della moglie di Enrico IV.
L'opposizione della Chiesa alla simonia prese grande vigore con i papi riformatori dell'XI secolo e in particolare con il papa Gregorio VII. La posizione riformatrice portò al Concordato di Worms e al Concilio Lateranense I, che formalizzarono l'autonomia ecclesiastica dalle interferenze dei sovrani.
La pratica della simonia non scomparve mai e accompagnò tutti i momenti di decadenza del papato. Per esempio il papa Bonifacio VIII venne accusato di essere simoniaco, come riporta Dante nella Divina Commedia. Presso i Templari la simonia era causa dell'espulsione definitiva dall'Ordine, insieme alla violazione della segretezza dei Capitoli, all'uccisione di un cristiano o di una cristiana, alla sodomia, all'ammutinamento, alla viltà riconosciuta, all'eresia, al tradimento (il Templare che fosse passato ai saraceni) e all'appropriazione illecita. Persino la riforma protestante fu causata anche dalla simonia (l'uso di vendere l'indulgenza) che fu fortemente criticata da Martin Lutero nelle sue 95 tesi affisse nel 1517 sulla porta principale della chiesa di Wittenberg.

## Nella Divina Commedia

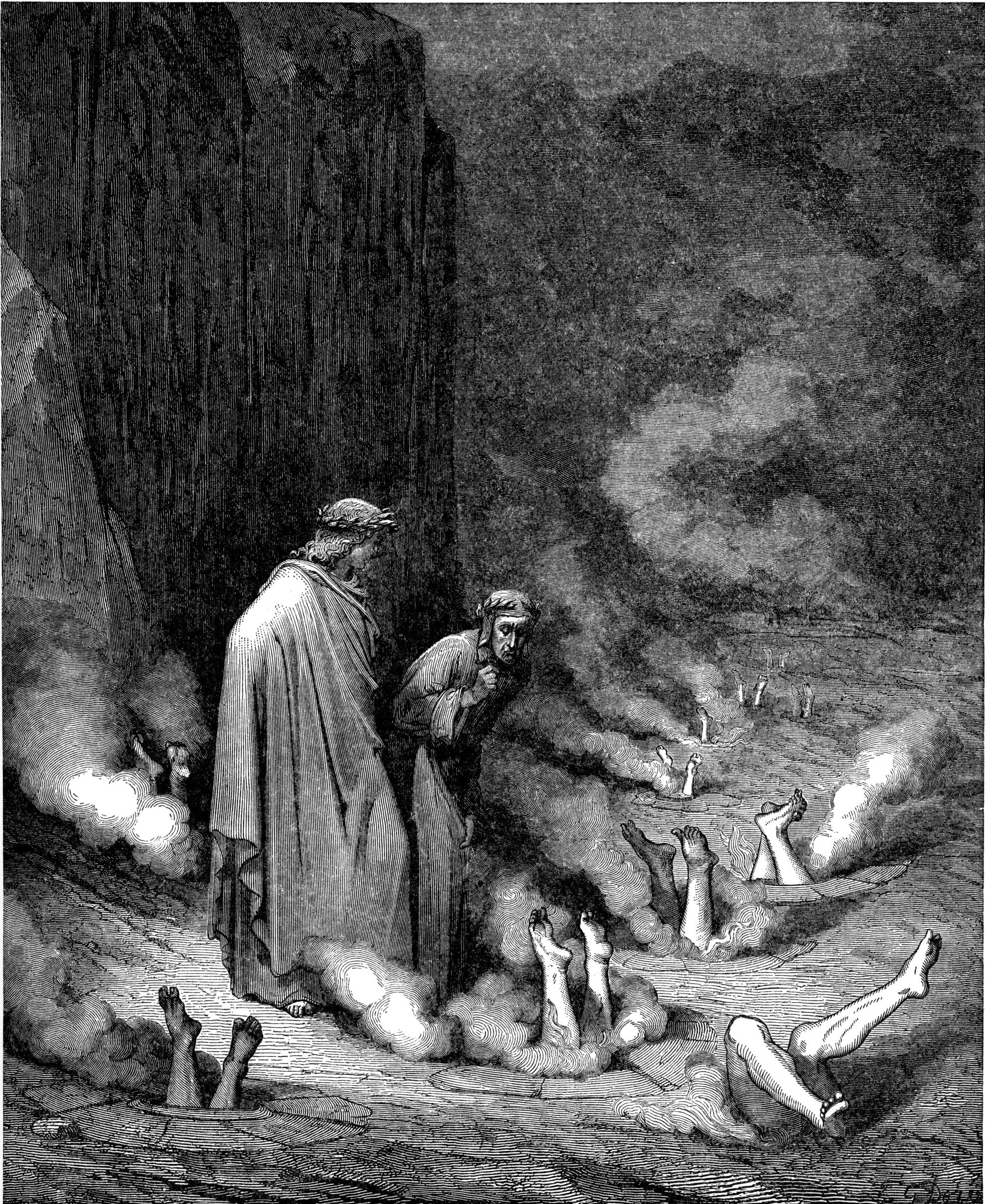
Illustrazione di Dante e Virgilio nel cerchio dei simoniaci ad opera di Gustave Doré

Nella Divina Commedia Dante pone i simoniaci fra i dannati nella terza bolgia dell'ottavo cerchio degli inferi. Sono condannati a restare capovolti all'interno di fori nella roccia, con una fiamma rossastra che brucia sui loro piedi. Quando sopraggiunge un nuovo dannato prende posto facendo sprofondare in basso gli altri. Tale pena segue questo contrappasso: come in vita "calpestarono" lo Spirito Santo vendendo i posti ecclesiastici, ora Esso (sotto forma di fiamma) brucia loro i piedi:
che le cose di Dio, che di bontate

deon essere spose, e voi rapaci

per oro e per argento avolterate,

or convien che per voi suoni la tromba,

però che ne la terza bolgia state.»
(Dante, Inferno, Canto XIX)
.
Bonifacio VIII viene citato da Dante come simoniaco predestinato a passare l'eternità in questa bolgia.